# Arocatus melanocephalus
La cimice dell'olmo (Arocatus melanocephalus Fabricius, 1798) è un insetto eterottero appartenente alla famiglia Lygaeidae.

## Biologia

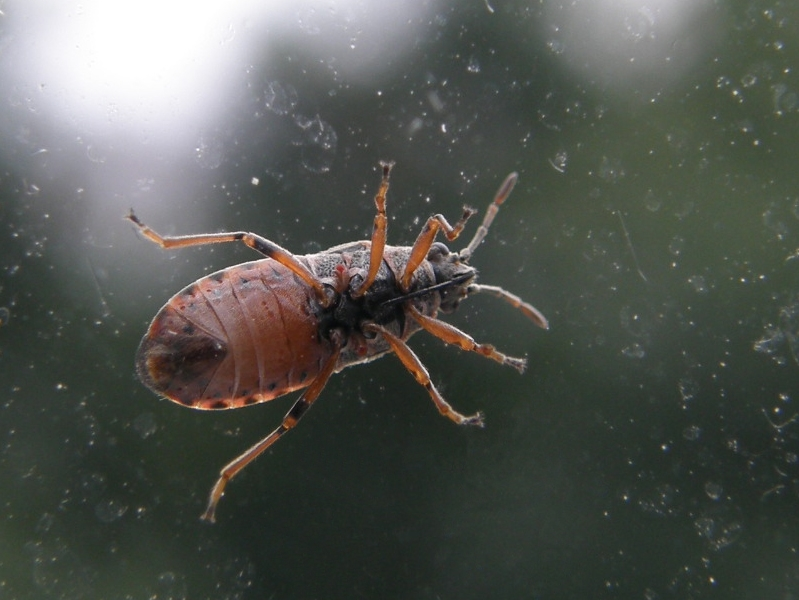
Visione ventrale della cimice

Viene detta cimice dell'olmo perché viene spesso segnalata la sua presenza su tali alberi dove sale per l'accoppiamento e la deposizione delle uova.
Tende ad ammassarsi negli appartamenti e può emettere un cattivo odore ma come certificato tra l'altro da vari servizi fitosanitari regionali italiani, la sua presenza anche numerosa non comporta alcun rischio fitosanitario né per l'uomo, né per le piante.

## Specie simili non moleste per l'uomo
- Arocatus longiceps o cimice dei platani
- Oxycarenus lavaterae
- Pyrrhocoris apterus